# 1000 De La Gauchetière
El 1000 De La Gauchetière es el rascacielos más alto de Montreal (Canadá). Tiene 205 metros de altura y posee 51 pisos. Su construcción finalizó en 1992.

## Características
La planta baja acoge una pista de hielo cubierta, rodeada por tiendas y restaurantes.
Este edificio está conectado al Montreal subterráneo.

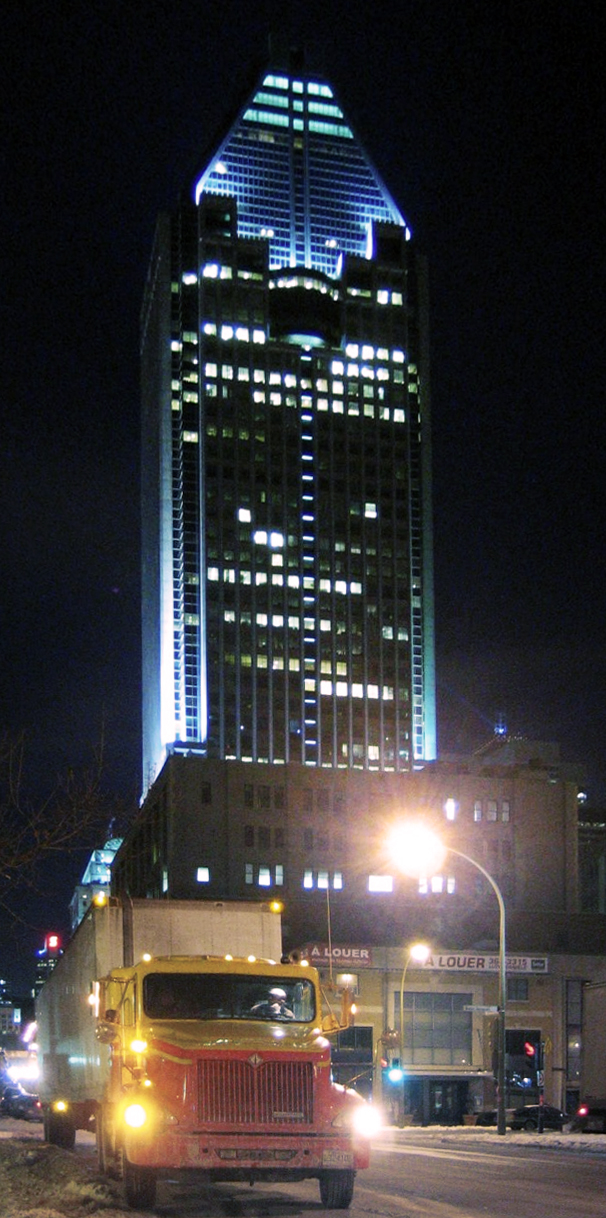
El 1000 De La Gauchetière, una noche de invierno
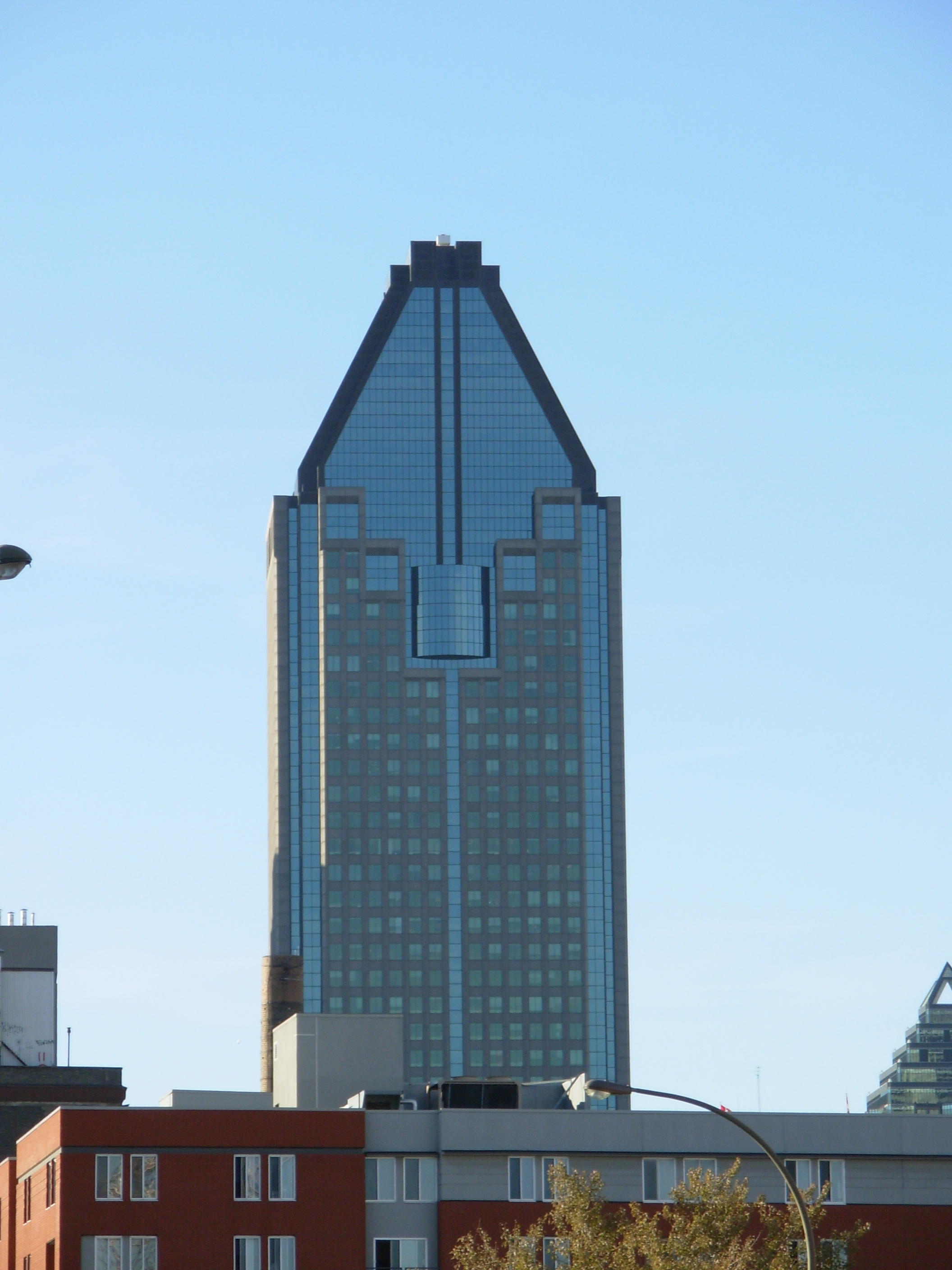
El 1000 De La Gauchetière